# Braslaŭská pahorkatina

Braslaŭská pahorkatina (zeleně) na geomorfologické mapě Běloruska

Braslaŭská pahorkatina (bělorusky Браслаўская града, Браслаўскае ўзвышша, rusky Браславская гряда) je pahorkatina na úplném severozápadě Běloruska. Zabírá velkou část Braslaŭského a Mjorského rajónu ve Vitebské oblasti. Někteří badatelé považují Braslaŭskou pahorkatinu za součást Běloruského pojezeří
Pahorkatina pokrývá území o rozloze 1900 km². Táhne se délce asi 66 km a šířka asi 60 km. Nejvyšší bod kopce leží v nadmořské výšce 210 metrů (blízkosti obce Slabodka). Asi 10% území pokrývají jezera, z nichž většina patří do skupiny Braslaŭských jezer.
Oblast patří do povodí Západní Dviny, která představuje přírodní severní hranici této geomorfologické formace. Většími řekami jsou také Drujka, Družnjanka, Okuňovka. Na východě a na jihovýchodě hraničí Polackou nížinou.
Současný reliéf vznikl jako výsledek ledovcového posunu během posledního ledovcového období, přičemž reliéfu dominují mírné kopce mořské typu, které se objevují ve formě asymetrických klenutých útesů, mezi nimiž vznikly některé skupiny jezer. Asi 20% území pokryto lesní a hustou vegetací. Oblast je součástí národního parku Braslaŭská jezera.

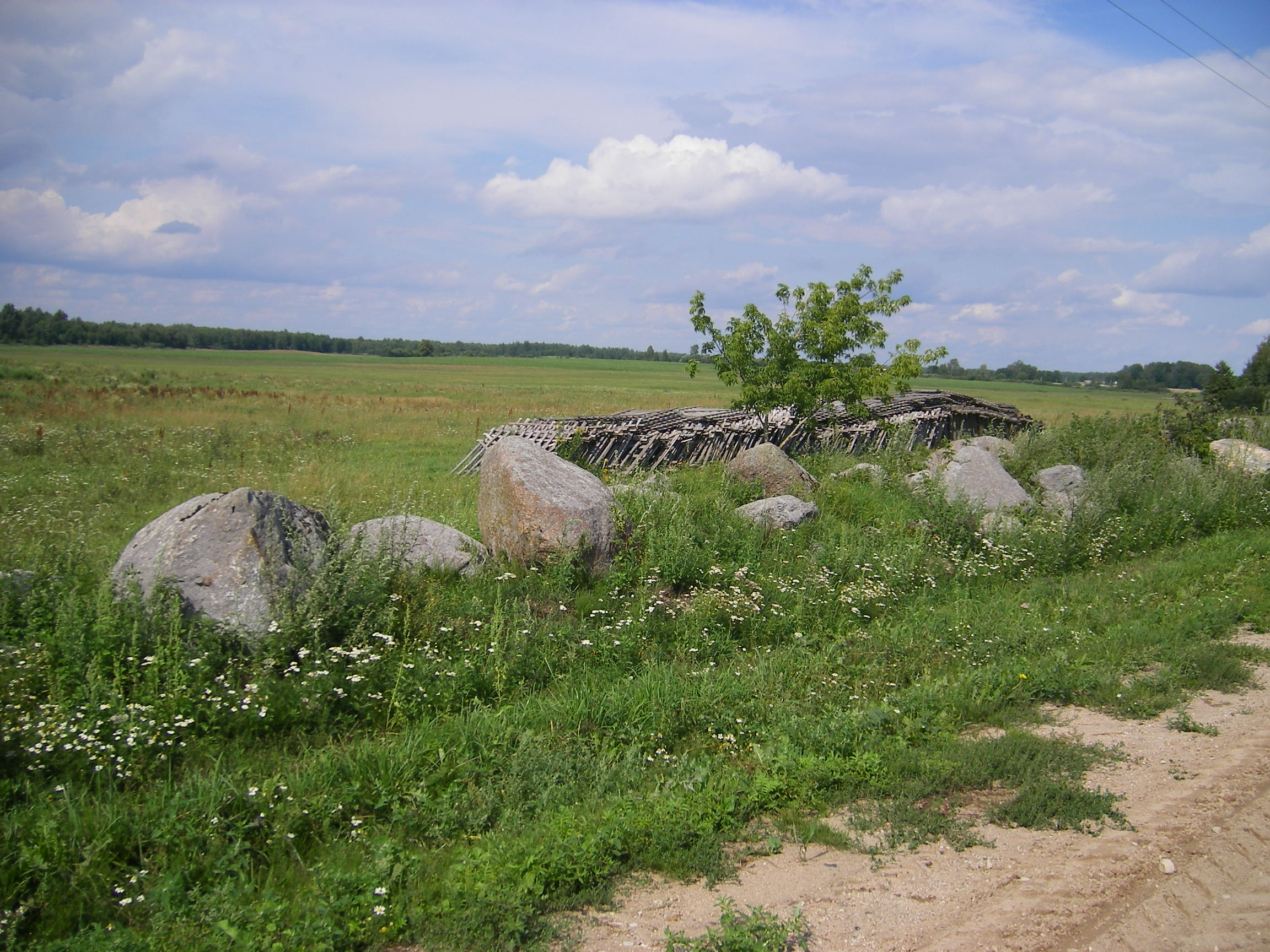
Mírně zvlněná krajina Braslaŭské pahorkatiny
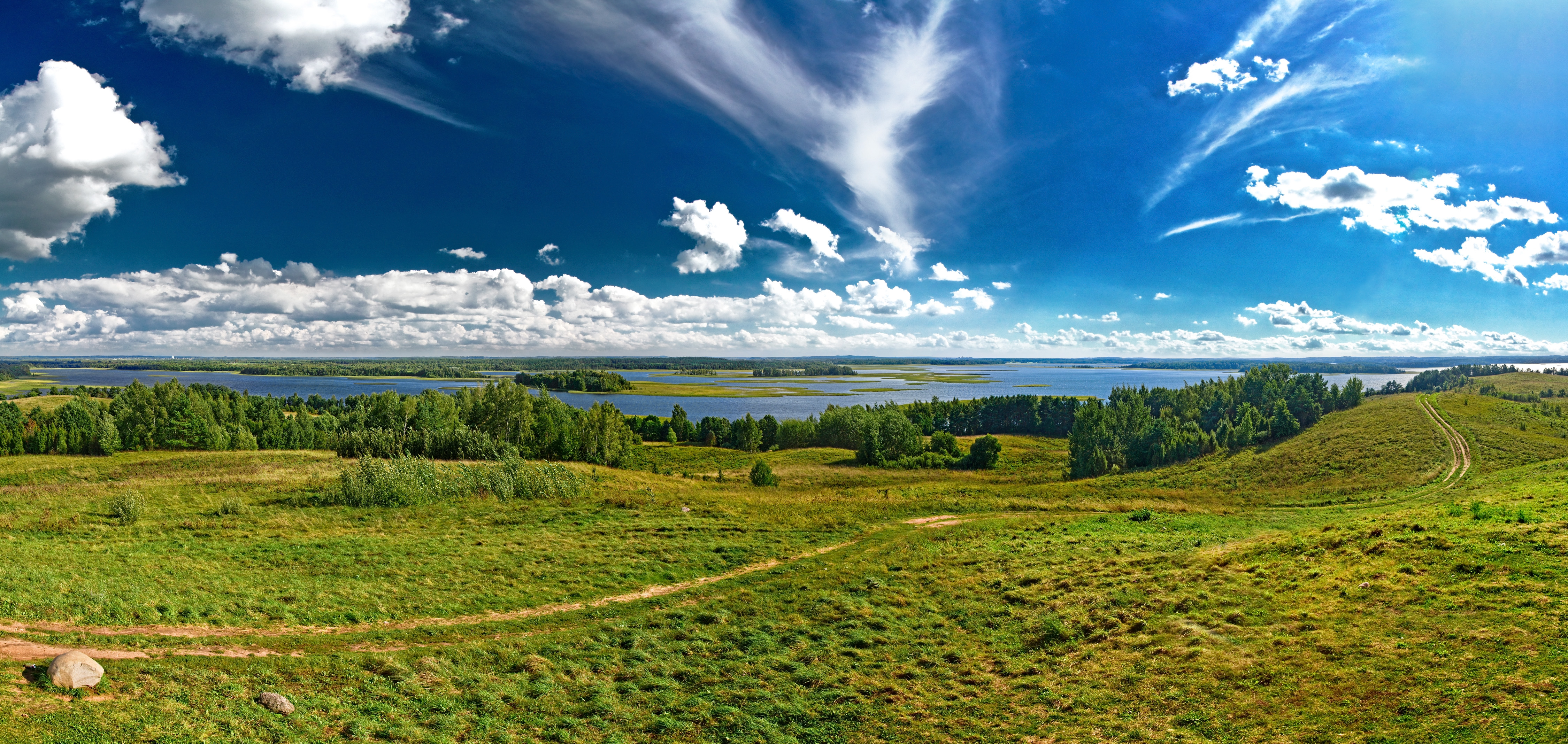
Panoramatický výhled na jezero Strusta